# Ahmia
Ahmia ist eine Open-Source-Suchmaschine für Onion Services im Tor-Netzwerk und die Suche im I2P-Netzwerk. Ahmia wurde 2014 während des Google Summer of Code mit Unterstützung des Tor-Projekts von Juha Nurmi erstellt. Die Seite filtert Kinderpornographie und Missbrauchsmaterial. Betreiber von .onion-Seiten können sich bei Ahmia registrieren.
Das Ahmia-Suchsystem ist mit dem GlobaLeaks-Projekt verbunden, um Anregungen und Feedback anonym zu behandeln, und weiterhin mit Tor2Web, um außerhalb des Tor-Netzwerk auf Ahmia zuzugreifen. Seit September 2013 ist Ahmia an das Hermes-Zentrum für Transparenz und digitale Menschenrechte angegliedert.